# 羽蛇神

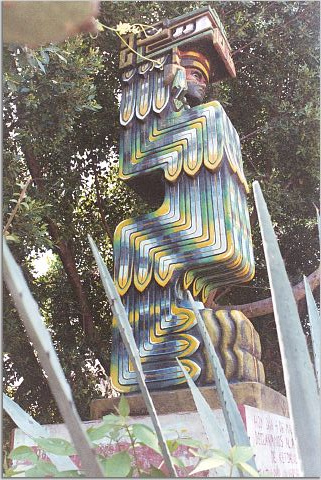
墨西哥的羽蛇神雕像

羽蛇神（Feathered Serpent）是在中部美洲文明中普遍信奉的神祇，形象通常被描绘为一條长滿羽毛的蛇。最早见于奥尔梅克文明，后来被阿茲特克人称为克察爾科亞特爾（Quetzalcoatl），猶加敦半島馬雅人称作库库尔坎（Kukulkan），基切人稱為古庫馬茲（Q'uq'umatz）。
按照传说，羽蛇主宰着晨星、发明书籍、曆法，而且给人类带来玉米。羽蛇神还代表着死亡和重生，是祭司的守护神。

## 延伸閱讀
- Bernal, I, Coe, M, et al.,. . New York: The Metropolitan Museum of Art. 1973  [2016-09-08]. （原始内容存档于2016-11-15）.